# Черково (Болгария)
Черково (болг. Черково) — село в Бургасской области Болгарии. Входит в состав общины Карнобат. Находится примерно в 19 км к югу от центра города Карнобат и примерно в 36 км к западу от центра города Бургас. По данным переписи населения 2011 года, в селе  проживало 186 человек.

## Население
| Год     | 1934 | 1946 | 1956 | 1965 | 1975 | 1985 | 1992 | 2001 | 2011 |
| ------- | ---- | ---- | ---- | ---- | ---- | ---- | ---- | ---- | ---- |
| Жителей | 1289 | 1467 | 1275 | 1005 | 709  | 409  | 353  | 284  | 186  |

| Национальность | Человек | Процент |
| -------------- | ------- | ------- |
| болгары        | 150     | 80,65%  |
| турки          | 5       | 2,69%   |
| цыгане         | 15      | 8,06%   |
| Всего ответов  | 186     |         |

|  |